# Plocoglottis lucbanensis
Plocoglottis lucbanensis är en orkidéart som beskrevs av Oakes Ames. Plocoglottis lucbanensis ingår i släktet Plocoglottis och familjen orkidéer.
Artens utbredningsområde är Filippinerna. Inga underarter finns listade i Catalogue of Life.